# Pankratius (Vorname)
Pankratius, Kurzform Pankraz, ist ein männlicher Vorname.

## Herkunft und Bedeutung
Der Name stammt aus dem Altgriechischen: pan = alles und kratos = Kraft, Stärke, Macht, Herrschaft. Der Name könnte also übersetzt werden mit „der alles Beherrschende, der Allmächtige“.

## Varianten
- Pankrates (altgriechisch)
- Pancratius (lateinisch)
- Pankraz (Kurzform)
- Graz (Kurzform)
- Pangrazio (italienisch, spanisch)
- Pancras (englisch)
- Pankrác (tschechisch)
- Pankrac (slowenisch)
- Панкратий (Pankratij, russisch)

## Namenstag
- 12. Mai (Hl. Pankratius)
- 3. April (Pancratius von Taormina), auch 8. Juli / 9. Juli

## Namensträger
Pancratius / Pankratius
- Pancratius Caprez (* um 1625; † 1704), Schweizer reformierter Pfarrer
- Pankratius von Dinkel (1811–1894), von 1858 bis 1894 Bischof von Augsburg
- Pankratius Grueber (* vor 1499; † nach 1520), deutscher Bildhauer und Maler (Fassmaler)
- Pankratius Klemme (* um 1475; † 1546), deutscher evangelisch-lutherischer Theologe und Reformator
- Pankratius Pfeiffer (1872–1945 in Rom), deutscher Salvatorianer-Pater, Fluchthelfer

Pancraz / Pankraz
- Pankraz Blank (1882–1961), hessischer Politiker (Zentrum)
- Pankraz Freitag (1952–2013), Schweizer Politiker (FDP)
- Pankraz Freiherr von Freyberg (* 1944), deutscher Kunsthistoriker und Kulturmanager
- Pankraz von Freyberg zu Hohenaschau (1508–1565), bayerischer Unternehmer und Politiker
- Pankraz Fried (1931–2013), deutscher Historiker
- Pancraz Körle (1823–1875), deutscher Porträt- und Genremaler sowie Lithograph
- Pancraz Krüger (1546–1614), deutscher Humanist und Pädagoge
- Pankraz Labenwolf (1492–1563), deutscher Erzgießer
- Pankraz Schuk (1877–1951), österreichischer Postbeamter und Schriftsteller
- Pankraz von Sinzenhofen (* im 15. oder 16. Jahrhundert; † 1548), von 1538 bis 1548 Bischof von Regensburg
- Pankraz Vorster (1753–1829), von 1796 bis 1805 letzter Fürstabt von St. Gallen